# Catherine de Lorraine (margravine)
Pour les articles homonymes, voir Catherine de Lorraine (homonymie).
Catherine de Lorraine (* 1407 ; † 1er mars 1439) est margravine de Bade-Bade par son mariage avec Jacques Ier de Bade.

## Biographie
Catherine est la dernière fille du duc Charles II de Lorraine et de Marguerite du Palatinat. Elle est la sœur cadette de la duchesse Isabelle Ire de Lorraine.
Elle épouse Jacques Ier de Bade le 25 juillet 1422.
Sa pierre tombale est une dalle de grès rouge, sans ornement, dans l'église haute de Baden-Baden.

## Descendance
De cette union naissent :
- Charles († 24 février 1475 à Pforzheim), margrave à son tour, qui épouse Catherine d'Autriche en 1447 à Pforzheim
- Bernard (* 1428 à Pforzheim; † 12 juillet 1458 à Moncalieri (Italie du Nord), bienheureux de l'Église catholique.
- Jean (* 1430 ; † 9 février 1503 à Ehrenbreitstein) ; archevêque et prince-électeur de Trèves
- Marguerite (* 1431 ; † 24 octobre 1457 à Ansbach) épouse Albert III Achille de Brandebourg en 1446 à Heilsbronn
- Georges (* 1433 ; † 11 février 1484 à Moyen), évêque de Metz
- Marc (* 1434 ; † 1er septembre 1478) ecclésiastique à Cologne
- Mathilde (de) († 1485), abbesse à Trèves

## Source de la traduction
- (de) Cet article est partiellement ou en totalité issu de l’article de Wikipédia en allemand intitulé « Katharina von Lothringen » (voir la liste des auteurs).